# Friedrich Rohmer

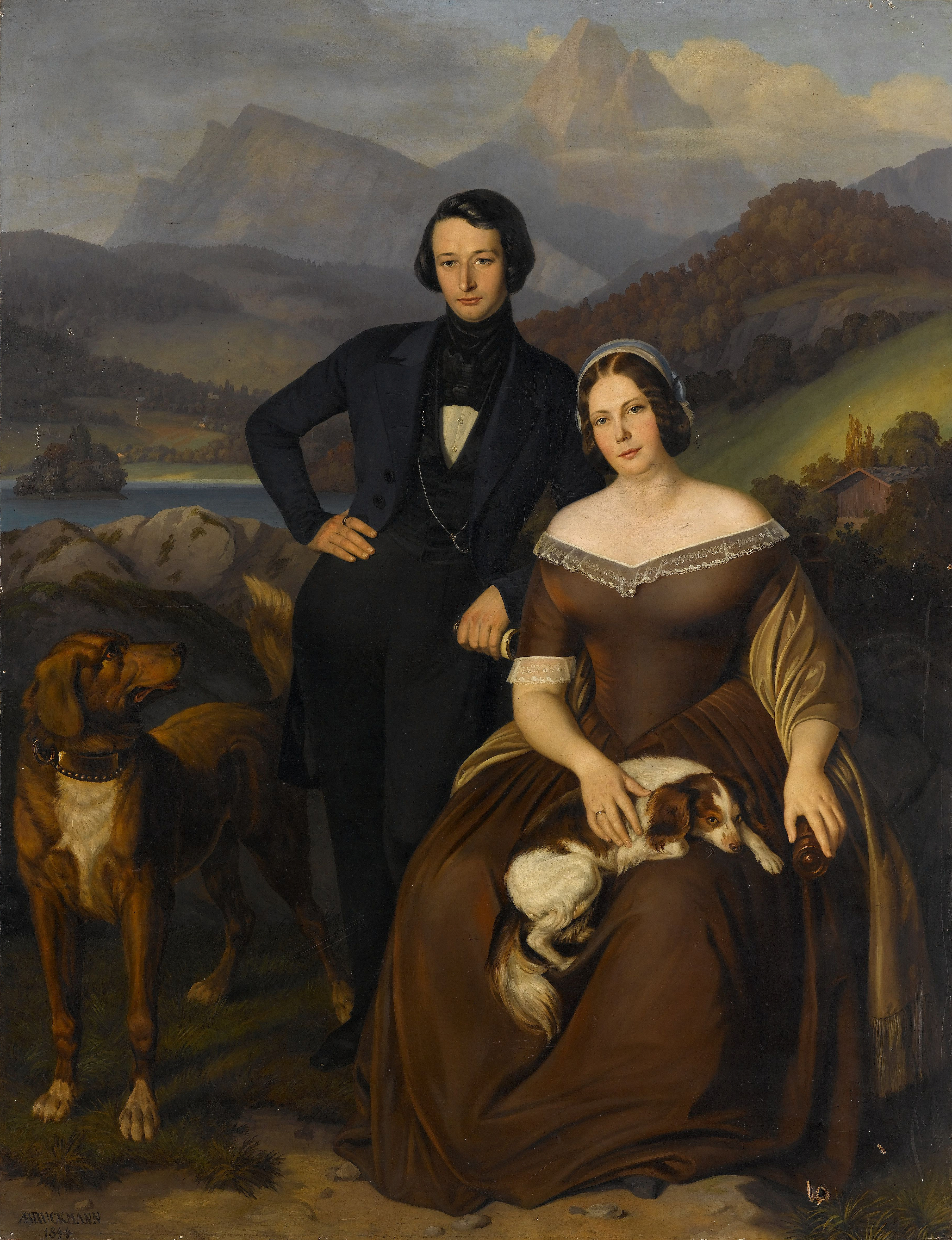
Friedrich Rohmer und seine Frau. Ölgemälde von Alexander Bruckmann, 1844

Friedrich Rohmer (* 21. Februar 1814 in Weißenburg in Bayern; † 11. November 1856 in München) war ein deutsch-schweizerischer Philosoph und Politiker.

## Leben
Rohmer wuchs als Sohn eines Pfarrers mit mehreren Geschwistern auf. Er schrieb sich 1832 an der Universität München zum Studium der Philosophie ein und entwickelte sich zu einem konservativen Philosophen und Politiker.
Friedrich Rohmer zog nach Zürich und war ab 1841 Wortführer der Katholisch-Konservativen Partei und publizierte vor allem in deren Parteiorgan Beobachter aus der östlichen Schweiz. Gottfried Keller schmähte die „hurensohn(rohmerliche) Politik“. Nach liberalen Presseangriffen gegen seine Umtriebe musste er 1843 die Schweiz wieder verlassen.
1848 machte er sich das Anliegen des vierten Standes zu eigen, indem er einen Ständestaat mit einer Machtbalance der Stände vorschlug. Später wandte er sich gegen Reaktion und Ultramontanismus.
Von Rohmers eigenartiger Genialität wurden einige Zeitgenossen angezogen. Zu seinen Lebzeiten erschienen nur kleinere Schriften und Pamphlete, teils anonym oder unter dem Namen seines Bruders Theodor (1816–1856), darunter der erste von zwei geplanten Bänden über die politischen Parteien. Nach seinem Tode wurden mehrere Bücher aus Rohmers Notizen und aus Höreraufzeichnungen veröffentlicht, teils von seinem Zürcher Freund Johann Caspar Bluntschli.

## Werke
- Friedrich Rohmer’s Lehre von den Politischen Parteien. Erster Theil: Die Vier Parteien. Durch Theodor Rohmer. Beyel, Zürich 1844
- Kritik des Gottesbegriffes in den gegenwärtigen Weltansichten. Durch Theodor Rohmer. Beck, Nördlingen 1856
- Gott und seine Schöpfung (hrsg. v. J. C. Bluntschli). 1857
- Der natürliche Weg des Menschen zu Gott (hrsg. v. J. C. Bluntschli). 1858
- Friedrich Rohmer’s Wissenschaft und Leben. 4 Bände:
  - Band 1: Wissenschaft von Gott. Bearbeitet v. J. C. Bluntschli. Beck, Nördlingen 1871
  - Bände 2 und 3: Wissenschaft vom Menschen. Bearbeitet v. Rudolf Seyerlen. Beck, Nördlingen 1885
  - Band 4: Lehre von den politischen Parteien und ausgewählte kleine politische Schriften. Mit Vorwort und Einleitung von H. Schulthess. Beck, Nördlingen 1885